# Geelong Football Club

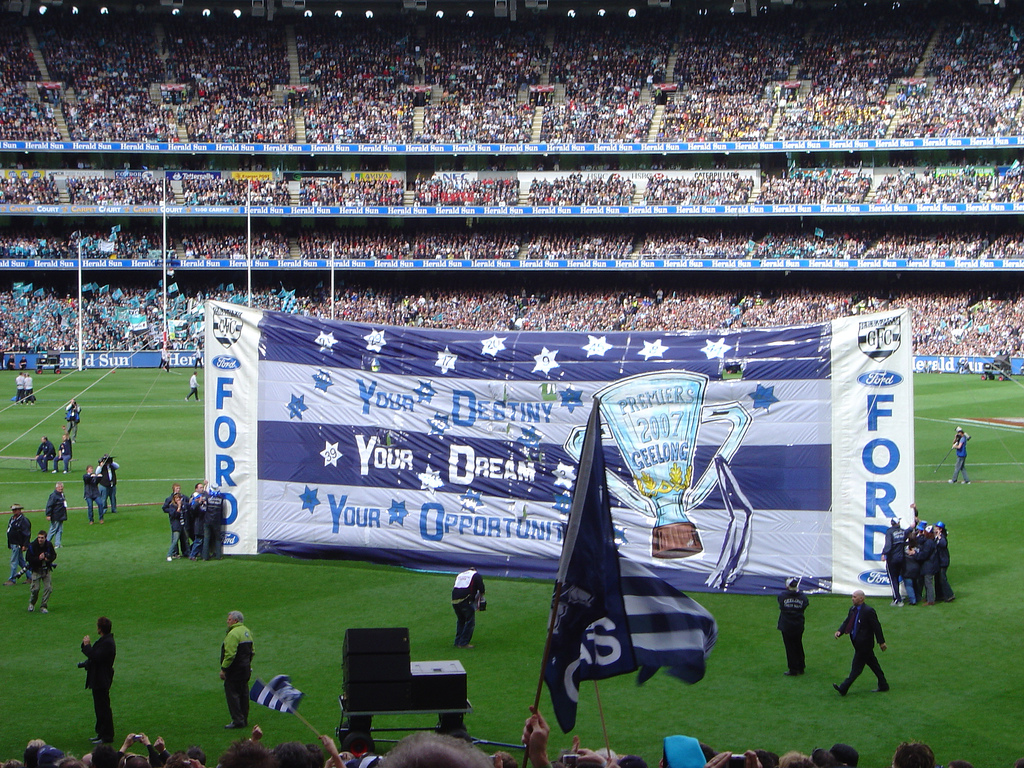
Kép a 2007-es nagydöntőről, amelyet a Geelong rekord góltöbblettel nyert a Port Adelaide ellen.

A Geelong Football Club, becenevén The Cats (magyarul „A Macskák”) vagy Geelong Cats profi ausztrálfutball-klub Ausztráliában, Geelong városban, az Ausztrál Futball Liga (angolul Australian Football League, AFL) tagja.
Nyolcszor nyerte meg az ausztrál bajnokságot. Kilencszer nyert McClelland Trófeát, ami rekord. (Ez a „kisbajnoki” cím, amelyet az a csapat nyer el, amely a döntősorozat előtt a tabella élén végez, de nem nyeri meg a nagydöntőt.)
A Geelongot 1859-ben alapították, a Melbourne után másodikként Ausztráliában. Egyben egyike a világ legrégibb futball klubjainak. Az AFL-ben szereplő csapat mellett a Geelongnak van egy másik csapata is, amely a Victoriai Futball Ligában (VFL, vagy VFA/VFL) játszik.
A Geelong részt vett az első ausztrál bajnokságban, amelynek második szezonját 1863-ban meg is nyerte. A Geelong a VFL elődje, a Victoriai Futball Szövetség (Victorian Football Association, VFA) alapítója volt 1877-ben, illetve 1897-ben a VFL-é is (amelyből az 1990-es években az AFL kifejlődött).
A Geelong 1963-ig már hat bajnoki címet tudhatott magáénak, ezt követően azonban sokáig elmaradtak a nagy teljesítmények. Ötször is elvesztette a nagydöntőt (1989 és 1995 között négyszer, és szurkolóinak 44 évet kellett várniuk a következő bajnoki címig: a 2007-es nagydöntőt rekord 119-es pontelőnnyel nyerte a Port Adelaide ellen. A Macskák a következő évben a játék történetének legsikeresebb szezonját produkálták az oda-vissza mérkőzéses szakaszban, a nagydöntőt azonban elvesztették a Hawthorn Hawks ellen. 2009-ben azonban ismét elnyerték a bajnoki címet, miután a nagydöntőben győztek a St Kilda ellen.

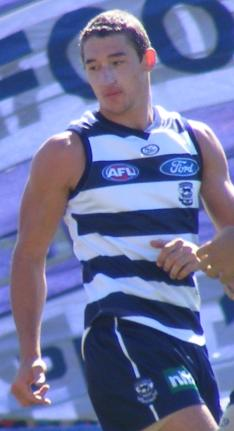
Scott Simpson Geelong-mezben (edzés 2008-ban)

A Geelong Cats számos csúcsot tart az ausztrál bajnokságban:
- Övék a leghosszabb nyerő széria az AFL/VFL történetében (23 győzelem).
- A csapat érte el a legnagyobb pontszámot egy mérkőzésen belül (37.17.239 a Brisbane ellen 1992-ben).
- A Macskák a csúcstartók az egy szezonon belül elért pontszámban is (3334 pont 1992-ben).
- Ő ellenük érte el az ellenfél a legalacsonyabb pontszámot a bajnokságban (a St Kilda 0.1.1-et 1899-ben).
- Ők érték el a legtöbb 100 pont feletti különbségű győzelmet egymás után (hármat, 1989-ben).
- Ez az egyetlen csapat, amelyből egyidőben kilenc játékos is bekerült a címzetes ausztrál válogatottba (2007-ben).
- 2009 augusztusában a Geelong lett az egyetlen csapat, amely képes volt 18-nál többet nyerni három egymást követő szezonban.
- Az egyetlen csapat, amely sohasem végzett a 12-iknél alacsonyabb helyen. (Erre csak 1987 óta van mód, amikor a résztvevők létszámát megemelték.

## Fordítás
- Ez a szócikk részben vagy egészben  a   Geelong Football Club című angol Wikipédia-szócikk ezen változatának fordításán alapul.  Az eredeti cikk szerkesztőit annak laptörténete sorolja fel. Ez a jelzés csupán a megfogalmazás eredetét és a szerzői jogokat jelzi, nem szolgál a cikkben szereplő információk forrásmegjelöléseként.